# Nosná kapacita
Nosná kapacita (též únosná kapacita) je v ekologii termín pro maximální velikost populace daného druhu, která se může na určitém území udržet. Odvíjí se od množství udržitelných (obnovitelných) zdrojů v daném místě. Termín se však nepoužívá jen v klasické populační ekologii, nýbrž i při hodnocení vlivu lidské aktivity na životní prostředí a udržitelném rozvoji – například ve vztahu ke kapacitě chráněných území nebo k tématu udržitelného turismu. Nosná kapacita se zvažuje také při prognózách růstu lidské populace a dopadů, které tento růst může na životní prostředí mít.

## Klasická ekologie
Nosná kapacita byla nejprve používána pro modelování jednoduchých ekologických vztahů v krajině. Zemědělce např. zajímalo, jaký maximální počet kusů dobytka může spásat louku, aniž by jimi byla pastvina zcela zničena. Nosná kapacita je pro různá území různá a mění se také v čase – např. podle dostupnosti různých přírodních zdrojů nebo potravních návyků. Z výzkumů vyplynulo, že se populace druhů chovají dvěma diametrálně odlišnými způsoby. Populace tzv. K-strategů roste nejprve rychle, ale následně při poklesu dostupných zdrojů růst zpomalí a dosáhne rovnováhy, při níž populace neroste, dokud se neobjeví nové zdroje. Tzv. r-strategie začíná podobně, ale růst neustává a vrcholí stavem, při němž je velikost populace neudržitelná; následuje fáze vysoké úmrtnosti jedinců.

## Lidská populace
Byly učiněny mnohé pokusy o odhad nosné kapacity Země vzhledem k velikosti lidské populace. Podle zprávy OSN z roku 2001 se většina odhadů pohybuje mezi 4 a 16 miliardami jedinců, přičemž medián odhadů je cca na 10 miliardách. Lidská populace je tedy řádově již nyní na úrovni nosné kapacity prostředí. Zpráva OSN z roku 2013 cituje tým Planetary Boundaries, který vytyčil bezpečné mantinely pro udržitelný rozvoj lidské populace. Tvrdí, že tři z těchto mantinelů již byly překročeny: klimatické změny, rychlost vymírání (pokles biodiverzity) a narušení cyklu dusíku v krajině. Cestou k přežití je podle této zprávy buď omezení růstu či nalezení nových přírodních zdrojů, případně šetrnější přístup k jejich využívání. Ekologickými termíny by se dalo říct, že řešením je nalézt způsob, jak se vydat cestou K-strategie spíše než r-strategie.